# Cellepora
Cellepora is een mosdiertjesgeslacht uit de familie van de Celleporidae en de orde Cheilostomatida. De wetenschappelijke naam ervan is in 1767 voor het eerst geldig gepubliceerd door Linnaeus.

## Soorten
- Cellepora adriatica Hayward & McKinney, 2002
- Cellepora aliena Moyano, 1991
- Cellepora armiger O'Donoghue & O'Donoghue, 1923
- Cellepora aspera Busk, 1884
- Cellepora birostrata Canu & Bassler, 1928
- Cellepora globosa Marcus, 1938
- Cellepora posidoniae (Hayward, 1975)
- Cellepora pumicosa (Pallas, 1766) = Puimsteenmosdiertje
- Cellepora sinensis Canu & Bassler, 1929
- Cellepora trirostrata Okada & Mawatari, 1938